# 269-та зенітна ракетна бригада (СРСР)
223-тя зенітна ракетна бригада (223 ЗРБр, в/ч 52323) — формування протиповітряної оборони Збройних сил СРСР, що існувало до 1992 року.
Бригада перейшла під юрисдикцію України як 269-та зенітна ракетна бригада Збройних сил України.

## Історія
15 жовтня 1965 року згідно з директивою начальника генерального штабу ЗС СРСР на території Московського військового округу (м. Шуя, Івановська область, РРФСР) була створена 269-та зенітна ракетна бригада (в/ч 01905). На її озброєнні були ЗРК 2К11 «Круг».
Кілька разів змінивши місце дислокації, в 1986 році бригада переведена до міста Нікополь, УРСР (Київський ВО, 6 гв. танкова армія), і отримала номер в/ч 52323.
У 1992 році бригада перейшла під юрисдикцію України як 269-та зенітна ракетна бригада Збройних сил України.

## Структура
На 1988 рік:
- 569-й окремий зенітний ракетний дивізіон
- 874-й окремий зенітний ракетний дивізіон
- 889-й окремий зенітний ракетний дивізіон
- батальйон обслуговування